# Филис Грийнакър
Филис Грийнакър (на английски: Phyllis Greenacre) е американски лекар и психоаналитик, супервайзер и обучаващ аналитик в Нюйоркския психоаналитичен институт.

## Биография
Родена е на 3 май 1894 г. в Чикаго. През 1913 г. получава бакалавърска степен в Чикаго, а през 1916 г. и докторска степен. След това тя работи няколко години под ръководството на Адолф Майер в областта на експерименталната психология. През този период се омъжва и ражда две деца, но се развежда през 1921 – 2. През 1937 г. започва психоаналитичното си обучение, а след това постепенно се издига в американските психоаналитично среди, преди да се пенсионира на 90 годишна възраст.

## Приноси
В публикация от 1939 г. Грийнакър разглежда ролята на силното (несъзнавано) чувство за вина, което подхранва хирургическата зависимост. Две години по-късно тя публикува противоречивото по това време, но днес класическо изследване на тревожността в детството като манифестирана превербално.
През 50-те години изследване на фетишизма във връзка с телесния образ я води до 20 годишно изследване на агресията, творчеството и ранното детско развитие.
Освен това пише за семейната среда на самозванците (хората, които претендират да са някого, който не са).
Грийнакър осветлява воайористичния елемент в книгите на Луис Карол, както и изкривяването на телесния образ на героя на Джонатан Суифт Гъливер. Тя гледа на Джонатан Суифт като същностно невротичен, инхибиран от копрофилия, който е близо до постигането на възрастна, генитална удовлетвореност. Карол от друга страна е по-близо до психотика и психично е по-дълбоко блокиран.